# Conservatorio Niccolò Paganini
Il Conservatorio Niccolò Paganini è un istituto superiore di studi musicali italiano, fondato a Genova nel 1829.
Intitolato al compositore e violinista genovese Niccolò Paganini, è inserito nella rete nazionale dell'alta formazione artistica del Ministero dell'univeristà e della ricerca. Promotore e capofila del Polo del Mediterraneo per le arti, è anche membro dell'Associazione Europea dei Conservatori e della rete ECUME - Echanges Culturels en Méditerranée.

## Storia

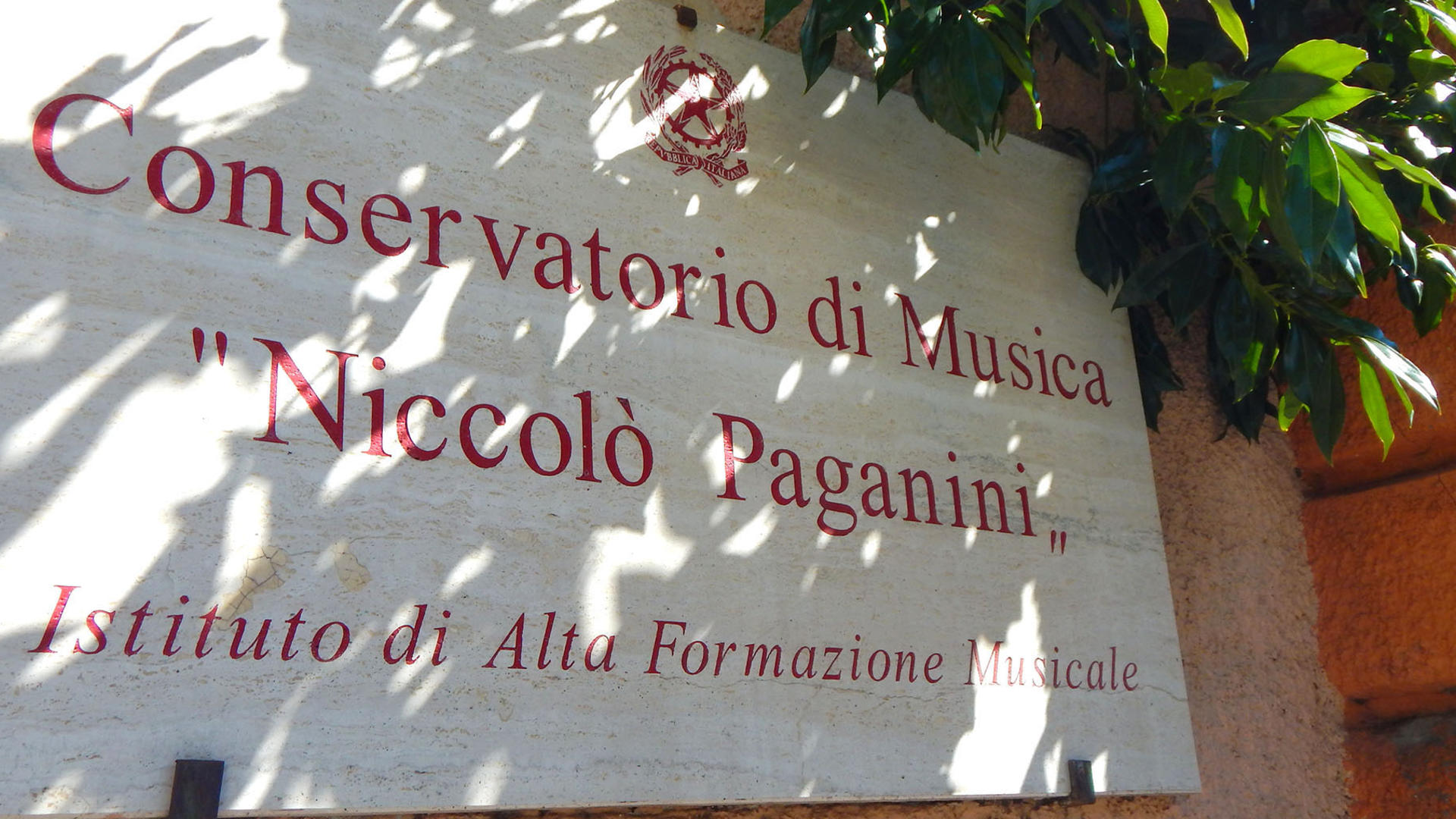
La targa in marmo all'ingresso del complesso

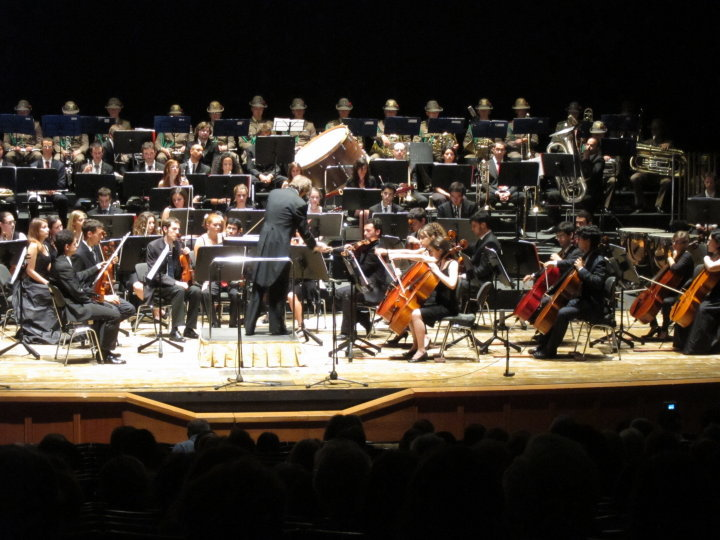
Orchestra del Conservatorio di Genova

Istituito dapprima col nome di Scuola gratuita di canto (1829), dedicata alla formazione dei coristi per il teatro Carlo Felice che da poco stato inaugurato, e successivamente denominato Civico Istituto Musicale, il Conservatorio di Genova fu intitolato a Niccolò Paganini nel 1904. Nel 1930 venne parificato ai conservatori statali, mentre dal 1974 è a tutti gli effetti un conservatorio statale. Dal 1972 ha sede nella villa Sauli Bombrini Doria, nel quartiere residenziale di Albaro.
Nella storia dell'istituzione, numerosi sono stati i trasferimenti: dalla prima sede nel centro storico, la Scuola gratuita di canto fu dapprima trasferita nell'ex Monastero delle Grazie; chiusa per difficoltà finanziarie nel 1849, fu acquistata e riaperta dal comune di Genova. Nel 1866 avvenne un nuovo trasloco, nel convento dei padri filippini di via Lomellini. L'allora Liceo Musicale Niccolò Paganini, nel 1936, fu trasferito una prima volta in Albaro, nella villa Raggio, poi, nell'immediato dopoguerra, trovò temporaneamente ospitalità nel centrale Palazzo Gerolamo Grimaldi. Infine, dal 1972, la scuola si trasferì nella sede di villa Sauli Bombrini Doria, in via Albaro 36.

### Biblioteca
Costituita inizialmente attraverso lasciti e donazioni, la Biblioteca consta di un cospicuo Fondo moderno, di circa 50 000 unità bibliografiche, e di un importante Fondo antico, di circa 4 000 unità, catalogato da Salvatore Pintacuda e di cui è iniziata la digitalizzazione. Insieme a manoscritti e stampe dei secoli XVI-XIX, è conservato nel fondo il fondamentale corpus delle lettere paganiniane, oltre che il Libro Mastro dei conti di Paganini.

### Attività
Parallelamente all'attività didattica del corpo docente e con la partecipazione di professionisti ospiti, il Conservatorio di Genova ha sviluppato contatti con istituzioni locali, nazionali ed estere al fine di realizzare progetti didattico-artistici. È presente nelle principali manifestazioni musicali e culturali della Liguria, collabora con il Teatro Carlo Felice, con Casa Paganini, con l'Accademia ligustica di belle arti, con la Giovine Orchestra Genovese e con l'Università degli Studi di Genova
Ha partecipato dal 2006 al Festival della scienza; ha organizzato dal 2005 il Premio nazionale delle Arti; il festival musicale Antichi cortili giovani talenti dedicato agli studenti dei conservatori europei, dal 2008; l'incontro annuale dei conservatori del Mediterraneo (1999, 2004 e 2010); partecipato a progetti (Art & Design Institutes Network Project, MetaMorfologie musicali...) nazionali ed europei, con trasferte all'estero (Francia, Germania, Croazia, Grecia, Tunisia, Algeria, Siria, Russia, Ucraina). Fa pate dell'Orchestra Nazionale dei Conservatori Italiani, per la quale ha organizzato il primo evento in assoluto dalla sua nascita, il 27 settembre 2008.
Dal 2001 pubblica con periodicità variabile la rivista Il Cantiere Musicale.

## Didattica
Il conservatorio di Genova rilascia diplomi accademici di primo e di secondo livello. L'accesso, a numero chiuso, avviene in seguito a un esame. L'Istituto è suddiviso nei seguenti dipartimenti:
- Strumenti ad arco e a corde
- Strumenti a tastiera e a percussione
- Strumenti a fiato
- Nuove tecnologie e linguaggi musicali
- Composizione
- Canto e teatro musicale
- Didattica

## Galleria d'immagini

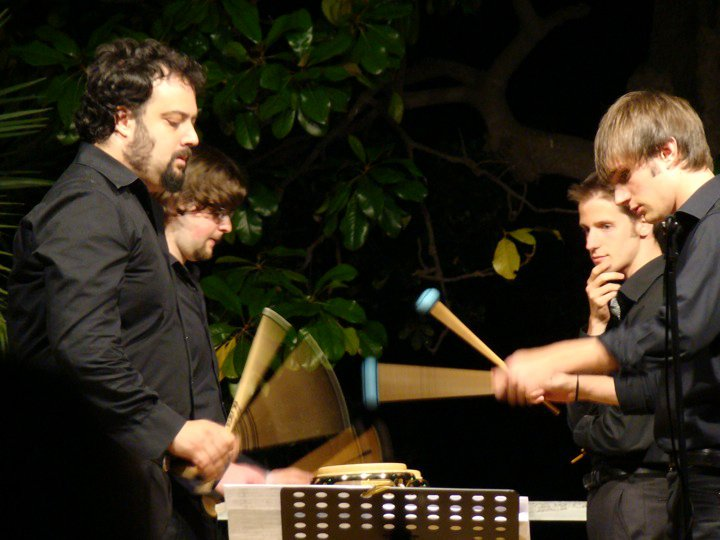
S. Reich, Drumming (Notte Bianca 2010)
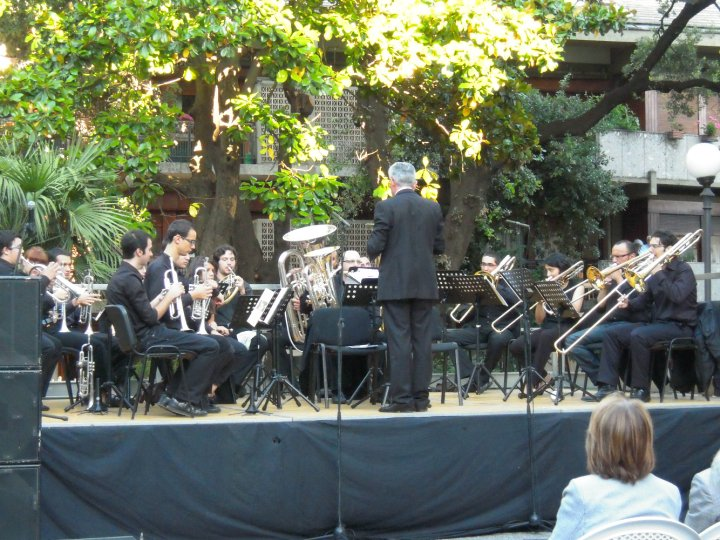
Gli Ottoni del Conservatorio
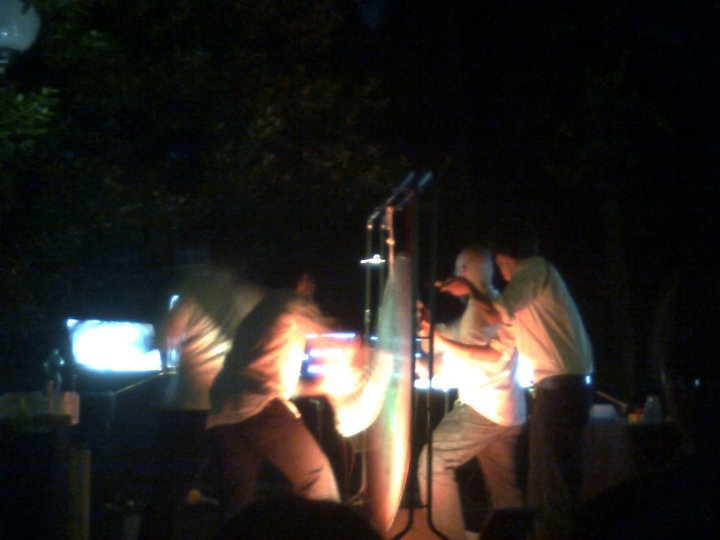
K. Stockhausen, Mikrophonie I
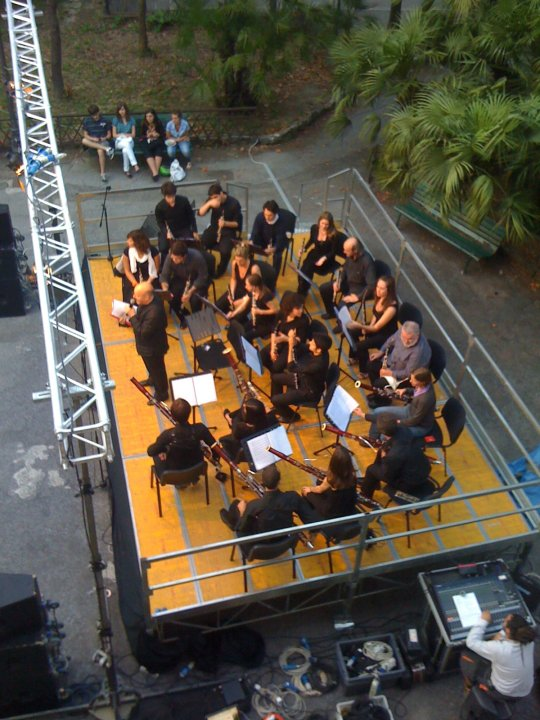
Ance doppie del Conservatorio e del Teatro Carlo Felice